# 伊賀市立府中中学校
伊賀市立府中中学校（いがしりつふちゅうちゅうがっこう）は、三重県伊賀市東条にあった公立中学校。2009年2月22日に閉校した。

## 沿革
- 1947年（昭和22年）5月8日 - 府中村立府中中学校として開校。
- 1948年（昭和23年）6月30日 - 阿山郡組合立中央中学校府中分校となる。
- 1950年（昭和25年）10月1日 - 町村合併により上野市立府中中学校と改称。
- 1951年（昭和26年）8月29日 - 新校舎（旧校舎）落成。
- 1951年（昭和26年）9月1日 - 校章制定。
- 1952年（昭和27年）10月1日 - 学校創立記念式典。
- 1960年（昭和35年）11月3日 - 校歌制定。
- 1985年（昭和60年）3月27日 - 新校舎竣工。
- 2004年（平成16年）11月1日 - 市町村合併により伊賀市立府中中学校と改称。
- 2009年（平成21年）2月22日 - 閉校記念式典をもって閉校。

## 校訓
「みずから考え 鍛え ともに高まる」
目指す生徒像
1. みずから学び、たくましく行動する生徒を育成します。
2. 豊かな教養と健やかな体を育む生徒を育成します。
3. 自他の生命と人権を大切にする生徒を育成します。
4. 感性豊かで礼儀正しい生徒を育成します。

## 部活動
- 軟式野球部
- サッカー部
- バレーボール部
- ソフトテニス部
- 卓球部
- 文化部

## 所在地
三重県伊賀市東条88番地